# Mylabris quadripunctata restricta
Mylabris quadripunctata restricta é uma subespécie de insetos coleópteros polífagos pertencente à família Meloidae.
A autoridade científica da subespécie é Motschulsky, tendo sido descrita no ano de 1849.
Trata-se de uma subespécie presente no território português.